# Pterocerina acutipennis
Pterocerina acutipennis é uma espécie de mosca ulita ou do tipo foto-asa do gênero Pterocerina, da superfamília Tephritidae e da família Ulidiidae.